# Long Boret
Long Boret o Long Boreth (khmer: ឡុង បូរ៉េត; Kândal, 3 de gener de 1933 – Phnom Penh, 17 d'abril de 1975) va ser un polític cambodjà, que va servir com a primer ministre de Cambodja entre el 26 de desembre de 1973 i el 17 d'abril de 1975. Recordat principalment per la seva honestedat, va intentar, sense èxit, negociar la pau amb els khmers rojos en el marc de la guerra civil de Cambodja. Posteriorment va ser arrestat i executat per part dels khmers rojos.

## Biografia

### Joventut
Long va néixer a Chbar Ampéou, prop de Kien Svay, a la província de Kândal, fill de Long Meas i Neang Ieng Buth. Va estudiar al prestigiós Liceu Sisowath de Phnom Penh entre 1946 i 1952, després, entre 1953 i 1955 va estudiar a França, abans de tornar a Cambodja per treballar al Tresor Reial.

### Carrera política
El1958 va ser elegit al parlament com a representant de la província de Stung Treng, essent el membre més jove de la institució. El 1958 va ser, breument, vicesecretari d'estat de treball i acció social, i posteriorment, el 1962, seria reelegit al parlament. Durant aquest període seria conegut per escriure novel·les romàntiques, moltes de les quals van ser serialitzades en diaris. El 1963 va ser nomenat Secretari d'Estat de Finances, tot i que el 1963 es va oposar públicament a la mesura, presa per Norodom Sihanouk, de nacionalitzar els bancs i el comerç exterior, motiu pel qual va ser obligat a dimitir. A les eleccions de 1966 va mantenir l'escó. Entre 1971 i 1972 va ser ministre d'Informació, i entre 1972 i 1973 ministre d'afers exteriors.

### Primer ministre
El 9 de desembre de 1973 va succeir In Tam com a primer ministre de Cambodja. El 2 d'abril de 1974 es va convertir en un dels quatre membres del comitè executiu, juntament amb Lon Nol, Sisowath Sirik Matak i el general Sosthene Fernandez.
El 8 d'abril de 1975 va intentar, sense èxit, negociar un acord de pau a Bangkok amb representants dels khmers rojos.

### Arrest i execució
Long Boret va mantenir el càrrec fins que els khmers rojos van ocupar Phnom Penh el 17 d'abril de 1975. L'ambaixador estatunidenc a Cambodja, John Gunther Dean, recordava que, a diferència de la majoria d'alts funcionaris del govern, que van fugir de la ciutat, Long va preferir quedar-se al seu lloc, tot i que apareixia a la llista de futurs executats anunciada a Beijing per part de Norodom Sihanouk:
"Long Boret va refusar ser evacuat. Era competent, capaç i molt més jove que Lon Nol o Sirik Matak. Quan vaig anar personalment a veure'l, el 12 d'abril, el mateix matí de la nostre evacuació, per demanar-li que agafés la seva esposa, a ell mateix i al seu fill petit i marxessin de Phnom Penh perquè patia per la seva seguretat, em va agrair el gest però va dir que pensava que la seva vida no corria perill."
El general Sak Sutsakhan va explicar que el matí del 17 d'abril Long va decidir emportar-se la seva família i abandonar la ciutat. Tant el general Sak com el periodista Jon Swain van exposar que Long i la seva família van ser incapaços d'abordar el darrer helicòpter que va sortir de la ciutat. En les seves memòries, Zones de perill, l'ambaixador Dean exposa:
"Long Boret es va quedar a Cambodja penant que podria tenir algun tipus de diàleg amb els khmers rojos. Quan es va adonar que era impossible, va marxar cap a l'aeroport amb la seva família en un jeep, amb l'objectiu de fugir del país. Quan van arribar a l'aeroport, van pujar a un helicòpter amb diversos oficials de l'exèrcit. Un dels oficials el va fer fora brutalment de l'aparell. L'helicòpter va marxar. Els khmers rojos van capturar Long Boret i la seva família i els van matar a tots."
Long Boret va ser vist, per darrera vegada, per Jon Swain, Sydney Schanberg i Dith Pran, als afores de l'ambaixada francesa. Swain explica:
"...un Citroën negre va aparèixer i Long Boret va baixar, els ulls inflats i vermells, la cara buida de tota expressió. Quan li vam preguntar com estava, va respondre una frase breu i incoherent. Els seus pensaments es trobaven en algun altre lloc. Atordit, amb les cames tremolant, es va rendir als khmers rojos i es va afegir a la fila de presoners. No puc estar-me d'admirar el seu coratge."
Schanberg va donar una descripció més detallada de l'escenna:
"Long Boret arriba en un cotxe conduït per la seva esposa--- sembla trencat. Els seus ulls estan inflats. Mira al terra. El... sap què l'espera. Vull marxar però se que li he de dir alguna cosa, i Pran ho entén. Agafo les mans de Long Boret i li dic quina cosa més valenta ha fet pel seu país i que l'admiro molt per aquest motiu. Pran també li agafa les mans... Long Boret intenta respondre però no pot. Finalment murmura 'Gràcies'. I l'hem de deixar."
Poc després, Koy Thuon, comandant dels khmers rojos, va organitzar el "Comitè per Esborrar Enemics" a l'Hotel Monorom. La seva primera acció va ser ordenar l'immediata execució de Lon Nol i les altres figures destacades del govern. Long Boret va ser executat als terrenys del Cercle Sportif de Phnom Penh- La ràdio dels khmers rojos va difondre que havia estat decapitat, però altres fonts asseguren que ell i Sisowath Sirik Matak van ser executats mitjançant un escamot d'afusellament.